# 대한민국의 행정 구역 목록
대한민국의 지방자치단체와 행정시의 목록이다.
- 굵은 글자 : 광역자치단체(특별시, 광역시, 특별자치시, 도, 특별자치도)
- 보통 글자 : 기초자치단체(시, 군, 자치구)
- 기울어진 글자 : 행정시

## ㄱ
가평군 · 
강남구 · 
강동구 ·
강릉시 · 
강북구 ·
강서구 (부산광역시) ·
강서구 (서울특별시) · 
강원특별자치도 · 
강진군 · 
강화군 · 
거제시 · 
거창군 · 
경기도 ·
경산시 · 
경상남도 · 
경상북도 · 
경주시 · 
계룡시 · 
계양구 ·
고령군 · 
고성군 (강원특별자치도) · 
고성군 (경상남도) · 
고양시 · 
고창군 · 
고흥군 · 
곡성군 · 
공주시 · 
과천시 · 
관악구 ·
광명시 · 
광산구 ·
광양시 · 
광주광역시 · 
광주시 · 
광진구 ·
괴산군 · 
구례군 · 
구로구 · 
구리시 · 
구미시 · 
군산시 · 
군위군 · 
군포시 · 
금산군 · 
금정구 ·
금천구 · 
기장군 · 
김제시 · 
김천시 · 
김포시 · 
김해시 기안동

## ㄴ
나주시 · 
남구 (광주광역시) ·
남구 (대구광역시) ·
남구 (부산광역시) ·
남구 (울산광역시) ·
남동구 ·
남양주시 · 
남원시 · 
남해군 · 
노원구 ·
논산시

## ㄷ
단양군 · 
달서구 ·
달성군 · 
담양군 · 
당진시 · 
대구광역시 · 
대덕구 ·
대전광역시 · 
도봉구 ·
동대문구 ·
동구 (광주광역시) ·
동구 (대구광역시) ·
동구 (대전광역시) ·
동구 (부산광역시) ·
동구 (울산광역시) ·
동구 (인천광역시) ·
동두천시 · 
동래구 ·
동작구 ·
동해시

## ㅁ
마포구 ·
목포시 · 
무안군 · 
무주군 · 
문경시 · 
미추홀구 · 
밀양시

## ㅂ
보령시 · 
보성군 · 
보은군 · 
봉화군 · 
부산광역시 · 
부산진구 ·
부안군 · 
부여군 · 
부천시 · 
부평구 ·
북구 (광주광역시) ·
북구 (대구광역시) ·
북구 (부산광역시) ·
북구 (울산광역시)

## ㅅ
사상구 ·
사천시 · 
사하구 ·
산청군 · 
삼척시 · 
상주시 · 
서구 (광주광역시) ·
서구 (대구광역시) ·
서구 (대전광역시) ·
서구 (부산광역시) ·
서구 (인천광역시) ·
서귀포시 · 
서대문구 ·
서산시 · 
서울특별시 · 
서천군 · 
서초구 ·
성남시 · 
성동구 ·
성북구 ·
성주군 · 
세종특별자치시 · 
속초시 · 
송파구 ·
수성구 ·
수영구 ·
수원시 · 
순창군 · 
순천시 · 
시흥시 · 
신안군

## ㅇ
아산시 · 
안동시 · 
안산시 · 
안성시 · 
안양시 · 
양구군 · 
양산시 · 
양양군 · 
양주시 · 
양천구 ·
양평군 · 
여수시 · 
여주시 · 
연수구 ·
연제구 ·
연천군 · 
영광군 · 
영덕군 · 
영도구 ·
영동군 · 
영등포구 ·
영양군 · 
영월군 · 
영암군 · 
영주시 · 
영천시 · 
예산군 · 
예천군 · 
오산시 · 
옥천군 · 
옹진군 · 
완도군 · 
완주군 · 
용산구 ·
용인시 · 
울릉군 · 
울산광역시 · 
울주군 · 
울진군 · 
원주시 · 
유성구 ·
은평구 ·
음성군 · 
의령군 · 
의성군 · 
의왕시 · 
의정부시 · 
이천시 · 
익산시 · 
인제군 · 
인천광역시 · 
임실군

## ㅈ
장성군 · 
장수군 · 
장흥군 · 
전라남도 · 
전북특별자치도 · 
전주시 · 
정선군 · 
정읍시 · 
제주특별자치도 · 
제주시 · 
제천시 · 
종로구 ·
중구 (대구광역시) ·
중구 (대전광역시) ·
중구 (부산광역시) ·
중구 (서울특별시) ·
중구 (울산광역시) ·
중구 (인천광역시) ·
중랑구 · 
증평군 · 
진도군 · 
진안군 · 
진주시 · 
진천군

## ㅊ
창녕군 · 
창원시 · 
천안시 · 
철원군 · 
청도군 · 
청송군 · 
청양군 · 
청주시 · 
춘천시 · 
충주시 · 
충청남도 · 
충청북도 · 
칠곡군

## ㅌ
태백시 · 
태안군 · 
통영시

## ㅍ
파주시 · 
평창군 · 
평택시 · 
포천시 · 
포항시

## ㅎ
하남시 · 
하동군 · 
함안군 · 
함양군 · 
함평군 · 
합천군 · 
해남군 · 
해운대구 ·
홍성군 · 
홍천군 ·
화성시 · 
화순군 · 
화천군 · 
횡성군

## 같이 보기
- 대한민국의 행정 구역
- 대한민국의 리 목록